# Manuel Barrios Jiménez
Manuel Barrios Jiménez (Écija, 15 d'agost de 1882 – Sevilla, 10 d'agost de 1936) fou un mestre i polític socialista andalús, assassinat durant la guerra civil.
El 1905 va organitzar amb el seu amic Diego Martínez Barrio la Joventut Republicana de Sevilla. El 1910 passà a dirigir el Centre Republicà d'Écija. El 1912 passà a dirigir la Casa del Pueblo d'Écija i fou candidat per aquest municipi de la Conjunció Republicano-Socialista a les eleccions generals espanyoles de 1919, però no fou escollit a causa de les tupinades dels cacics locals. El 1914 va ser iniciat a la francmaçoneria.
El 1920 ingressà al PSOE i fou regidor a l'ajuntament d'Écija, però fou obligat a dimitir el 1923 en proclamar-se la dictadura de Primo de Rivera, alhora que fou exiliat a Sevilla, on el 1927 ingressà a l'Agrupació Socialista local. El 1931 esdevingué secretari general de l'executiva provincial del PSOE. A final de 1932 fou escollit delegat per la Federació sevillana al XIII Congrés del PSOE (6 i 13 d'octubre) i va impulsar la col·laboració de la secció del partit amb l'incipient nacionalisme andalús promogut pel també diputat Hermenegildo Casas Jiménez. Fou candidat per la província de Jaén a les eleccions generals espanyoles de 1933, però tampoc fou escollit. La forta repressió governativa als fets revolucionaris de 1934 provocaren la seva dimissió com a Delegat Regional de Treball, càrrec que ocupava des de 1931.
A les eleccions generals espanyoles de 1936 fou elegit diputat per la província de Sevilla, i al Congrés dels Diputats s'arrenglerà amb Indalecio Prieto. El cop d'estat del 18 de juliol el va sorprendre a Sevilla. Fou detingut i després d'estar unes setmanes empresonat, fou inclòs en una saca de presos per a commemorar la Sanjurjada. El 10 d'agost de 1936 fou afusellat al kilòmetre 4 de la carretera de Carmona juntament amb Blas Infante, José González Fernández de Labandera, Fermín de Zayas i Emilio Barbero Núñez.

## Biografia
- Álvarez Rey, Leandro. «Barrios Jiménez, Manuel» (pdf) (en castellà). Todos los Nombres. Arxivat de l'original el 2018-08-13. [Consulta: 3 agost 2019].
- «Associació Manuel Barrios Jimenez».
- «Barrios Jiménez, Manuel» (en castellà).   Congrés dels Diputats.